# المدينة الفاسدة
المدينة الفاسدة أو أدب المدينة الفاسدة أو ديستوبيا أو عالم الواقع المرير (بالإنجليزية: Dystopia)‏ هو مجتمع خيالي، فاسد أو مخيف أو غير مرغوب فيه بطريقة ما. وهو عكس أدب المدينة الفاضلة، وقد تعني الديستوبيا مجتمع غير فاضل تسوده الفوضىٰ، فهو عالم وهمي ليس للخير فيه مكان، يحكمه الشر المطلق، ومن أبرز ملامحه الخراب، والقتل والقمع والفقر والمرض، باختصار هو عالم يتجرد فيه الإنسان من إنسانيته يتحوّل فيه المجتمع إلىٰ مجموعة من المسوخ تناحر بعضها بعضاً. ومعنى الديستوبيا باللغة اليونانية المكان الخبيث وهي عكس المكان الفاضل أو المدينة الفاضلة. ولقد ظهرت قصص مثل هذه المجتمعات في العديد من الأعمال الخيالية، خصوصاً في القصص التي تقع في مستقبل تأملي. والديستوبيات تتميز غالباً بالتجرد من الإنسانية، فهي نتاج الحكومات الشمولية والكوارث البيئية أو غيرها من الخصائص المرتبطة بانحطاط كارثي في المجتمع.
وتتنوع عناصر الديستوبيا من القضايا السياسية إلى القضايا الإقتصادية أو حتى البيئية. فالمجتمعات الديستوبية قد توجد في سلسلة واسعة من الأنواع الفرعية من الخيال العلمي، وعادة تستخدم هذه القصص والروايات لتسليط الضوء على القضايا الموجودة في العالم الواقعي المتعلقة بالمجتمع والبيئة والسياسية والدين وعلم النفس والقيم الروحية أو التكنولوجيا التي قد تصبح الحاضر في المستقبل. لهذا السبب، اتخذت الديستوبيا شكل العديد من التكهنات، مثل التلوث والفقر والانهيار المجتمعي والقمع السياسي أو الشمولية.

## أصل التسمية

V for Vendetta من أشهر أعمال الديستوبيا في القرن ال21.

على الرغم من وجود عدة استخدامات مبكرة معروفة لها، فقد استُخدمت كلمة ديستوبيا بوصفها نقيضًا لكلمة يوتوبيا (طوباوية) من قِبل جون ستيوارت مل في أحد خطاباته البرلمانية عام 1868 (مناظرات هانسارد في مجلس العموم) من خلال إضافة السابقة «dys» (بالإغريقية القديمة: δυσ، وتعني «سيئ»)، معيدًا تأويل الحرف الأول «U» على أنه السابقة «eu» (بالإغريقية القديمة: ευ، وتعني «جيد») بدلًا من «ou» (بالإغريقية القديمة: οὐ، وتفيد النفي). وقد استُخدمت لشجب سياسة الحكومة المتعلقة بالأراضي الأيرلندية: «ربما يكون إفراطًا في الإطراء أن يدعوهم المرء طوباويين، بل ينبغي بالأحرى أن يُطلق عليهم اسم ديستوبيين، أو كاكوتوبيين. درجت العادة على إطلاق صفة الطوباوية على الأمور التي تكون جيدة أكثر من تقبل التطبيق؛ لكن ما يبدو أنهم ينحازون إليه هو أسوأ من أن يمكن تطبيقه».
قبل عقود من أول استخدام موثق لكلمة «ديستوبيا»، اقتُرحت كلمة «كاكوتوبيا» (بالإنجليزية: cacotopia، باستخدام السابقة «كاكو»، بالإغريقية القديمة: κακόs، وتعني «سيئ» أو «شرير») للمرة الأولى عام 1818 من قبل جيرمي بنثام، «بمثابة مكافئ لليوتوبيا (أو المكان المتخيل لأفضل حكومة)، يمكن التفكير بالكاكوتوبيا (أو المكان المتخيل لأسوأ حكومة) اكتُشفت أو وُصفت». وعلى الرغم من أن كلمة ديستوبيا أصبحت المصطلح الأكثر شعبية، فقد وجدت كلمة كاكوتوبيا طريقًا لبعض الاستخدامات العرَضية، إذ قال عنها أنتوني برجس، كاتب رواية «برتقالة آلية»، إنها التعبير الأفضل لوصف رواية أورويل «1984» لأنها «تبدو بلفظها أسوأ من الديستوبيا».

## أعمال أدبية
ومن الأعمال الأدبية في هذا الاتجاه رواية ألف وتسعمائة وأربعة وثمانون، حيث تصور الرواية دولة شمولية غازية عظمى؛ ورواية كالوكين للكاتبة السويدية كارين بوي التي تعتبر ملهمة جورج أورويل في رواية ألف وتسعمائة وأربعة وثمانونن وكذلك قصة فهرنهايت 451؛ فالدولة تحرق الكتب خوفا من ما قد تحرض عليه؛ ورواية ألعاب الجوع، حيث أن الحكومة تسيطر على شعبها من خلال الحفاظ على حالة مستمرة من الخوف من خلال معارك تشعلها حتى الموت؛ ورواية المانح للكاتبة لوريس لوري التي تصور عالمًا قضى على العاطفة في حياة أفراده مجتمع يبدو يوتويوبيًا إلى أن يكتشف انه دستوبيًا ، رواية عالم جديد جرئ، حيث يوضع السكان تحت طائفة محددة من التوزيع النفسي؛ ورواية الجليل والصعلوك للكاتب محمد سالم تتحدث عن قرية خيالية تعيش في طغيان مستشري؛ رواية عطارد للكاتب محمد ربيع وتتحدث عن مصر في المستقبل المظلم الذي ينتظرها. وهناك كذلك روايتا "يوتوبيا" وفي ممر الفئران للكاتب المصري أحمد خالد توفيق حيث تناقشان صورا مستقبلية مضخمة للانقسامات الطبقية والمجتمعية في مصر والعالم وحسب مصادر القوة والنفوذ في المجتمع. كذلك نجد رواية دستوبيا 13 للروائي والصحفي التونسي محمد بوكوم والتي تتحدث عن صراع أخلاقي واجتماعي وطبقي، وتسلط الضوء على فساد الدولة ومعاناة المهمشين في الأحياء الفقيرة.